# Torlaco de Skálholt
Torlaco (em latim: Thorlacus Runolfi em nórdico antigo: Þorlákur Runólfsson; 1086 – 1133) foi bispo de Skálholt de 1118 até 1133. Antes de ser consagrado bispo em sucessão de Gissuro (1082–1118), estudou em Haukadal sob orientação de Teitur Ísleifsson.